# 吉川經世
吉川經世（生年不詳－卒年不詳）是日本戰國時代武將。安藝國國人領主吉川氏家臣，後來成為毛利氏家臣。父親是吉川國經。兒子有市川經好、今田經高、吉川經久。

## 生平
兄長元經和父親國經死後，姪兒興經在大永2年（1522年）繼承家督而成為吉川氏當主，此時以一門重鎮的身份對其輔佐，不過外様家臣大鹽右衛門尉討好興經並濫用權力，當主興經亦在尼子氏和大內氏之間不斷離反，吉川家中開始增加動搖和不滿。
天文16年（1547年），基於作為吉川氏重鎮的責任感而暗殺大鹽，老臣森脇祐有及姻戚‧毛利氏當主毛利元就共謀令興經隱居，並把有吉川氏血緣的元就的次男元春迎為當主。因此，吉川氏被組成為毛利氏的家臣團，並以吉川元春為當主在中國地方擴大威勢。